# Terebess Gábor
Terebess Gábor  (Szeged, 1944. május 22. –) író, műfordító, keramikus, könyvtervező, orientalista könyvkiadó.

## Élete
1965 és 1971 között mint disszidens vándordiák bejárta Nyugat-Európát, Észak-Amerikát, Ausztráliát és Japánt. Közép-Európából elsőként részesült japán zen kolostorokban hagyományos buddhista képzésben. 1967. október 5-én Simadában zen szerzetessé lett. 
Könyvtárosként Bibó István mellett dolgozott a Központi Statisztikai Hivatal könyvtárában. Franciaországban nyomdászként dolgozott (Sté Roland, Catteniere, 1965-1966). Hazatérve újra könyvtárosként dolgozott (Állami Gorkij Könyvtár, 1971-1985). 1996-tól saját könyvkiadót alapított. Egy japán versforma, a haiku legnagyobb internetes oldalát szerkeszti. Gimnazista kora óta foglalkozik kerámiával.

## Művei
- Ezerízű Kína (szaklektor: Miklós Pál, fényképezte: Gottl Egon, a kötetet tervezte: Nagy András, Helikon Kiadó, Budapest, 1986)
- Folyik a híd (A kötet anyagát válogatta, átültette, szerkesztette: Terebess Gábor, illusztrálta: Lacza Márta, tervezte: Miklósi Imre, Officina Nova, Budapest, 1990)
- Jellemtipológia a páli buddhizmusban (Közreadja és a kötetet tervezte: Terebess Gábor, illusztrációk: thaiföldi buddhista amulettek, Terebess Kiadó, Budapest, 1998)
- Ryôkan: 44 haiku (Japán–magyar kétnyelvű kiadás – Fordította (és a kötetet tervezte): Terebess Gábor, a japán szöveget gondozta: Racskó Ferenc, Terebess Kiadó, Budapest, 1999)
- Egy csésze tea Isszával (Kobajasi Issza haikuversei Terebess Gábor fordításában és előszavával – Borító és illusztrációk: Csi Paj-si (1864-1957), lektorálta: Soós Sándor,  Orpheusz Kiadó, Budapest, 2000)
- Haiku a poggyászban (Terebess Gábor haikuversei – artOrient Kiadó, Budapest, 2005)
- Modern nyugati haiku (Terebess Gábor haiku fordításai – Orpheusz Kiadó, Budapest, 2005)
- Vért hány a kakukk (Maszaoka Siki haikuversei Terebess Gábor fordításában Erdős György előszavával – artOrient Kiadó, Budapest, 2005)
- Haiku in the luggage (Haiku a poggyászban); angolra ford. Jon Tarnoc; ArtOrient Press, Bp., 2006